# 遠阪ランプ
遠阪ランプ（とおざかランプ）は、兵庫県丹波市にある遠阪トンネル有料道路のランプ。朝来市・豊岡市方面の出入口が設置されているハーフインターチェンジである。
北近畿豊岡自動車道春日JCT/IC方面の出入口はないため、同方面から遠阪ランプ周辺に行く場合は青垣ICを利用する。

## 道路
- E72 遠阪トンネル有料道路（北近畿豊岡自動車道）

## 接続する道路
- 国道427号

## 周辺
- パラグライダー･スクール
- 高源寺
- 丹波少年自然の家（2024年3月末で閉鎖、新施設に再整備）[1]

## 隣
E72 遠阪トンネル有料道路・北近畿豊岡自動車道
青垣IC - 遠阪ランプ - 遠阪トンネルTB - 山東IC